# Generalny Dziekanat Wojska Polskiego
Generalny Dziekanat Wojska Polskiego – struktura organizacyjna ludowego Wojska Polskiego, której zadaniem było zapewnienia katolickiej posługi duszpasterskiej oficerom i żołnierzom oraz ich rodzinom. Istniała w latach 1945–1989. Jej sukcesorem stał się Ordynariat Polowy Wojska Polskiego.

## Historia
Po zakończeniu II wojny światowej opiekę duszpasterską w Wojsku Polskim pełnili kapelani 1. i 2. Armii Wojska Polskiego, których przełożonym do początku 1945 był ks. ppłk. Wilhelm Kubsz. 2 lutego 1945 minister obrony narodowej mianował na stanowisko Generalnego Kapelana WP ks. płk. Stanisława Warchałowskiego, który tę funkcję pełnił do czasu powołania na to stanowisko w 1947 ks. płk. Wacława Pyszkowskiego. W okresie służby ks. Pyszkowskiego Episkopat Polski wydał 19 marca 1948 komunikat w sprawie duszpasterstwa wojskowego, w którym stwierdził, że w związku z nieobsadzeniem stanowiska ordynariusza polowego kapelani wojskowi nie posiadają jurysdykcji kościelnej i muszą ją uzyskiwać od ordynariuszy miejsca. W ślad za tym Sekretariat Stanu Stolicy Apostolskiej uchylił 21 kwietnia 1948 statut istniejącego na podstawie konkordatu z 1925 ordynariatu wojskowego. 30 września 1948 Episkopat przedstawił Ministerstwu Administracji Publicznej „Projekt Statutu Duszpasterstwa Wojskowego", który przewidywał powołanie Naczelnego Kapelana Wojsk Polskich, mianowanego przez Stolicę Apostolską w porozumieniu z władzami państwowymi. W sprawie tej nie było żadnego postępu do czasu podpisania 14 kwietnia 1950 Porozumienia między Rządem Rzeczypospolitej a Episkopatem Polski, które przewidywało regulację położenia duszpasterstwa wojskowego w statucie ustalonym w dialogu między władzami wojskowymi a Episkopatem. Zapowiedzi tej nie zrealizowano. Dopiero w ustawie z dnia 13 grudnia 1957 r. o służbie wojskowej oficerów Sił Zbrojnych przyjęto, że w Siłach Zbrojnych istnieje korpus osobowy oficerów duszpasterstwa. Zgodnie z przyjętymi rozwiązaniami, kapelanów wojskowych powoływał i zwalniał Minister Obrony Narodowej lub Generalny Dziekan. W 1989 Generalny Dziekanat posiadał 35 etatów kapelanów, w tym 4 w centrali Generalnego Dziekanatu i 31 przy kościołach garnizonowych. W 1991 kierowanie duszpasterstwem wojskowym przekazano biskupowi Sławojowi Leszkowi Głódziowi.

## Generalni Dziekani
- ks. płk Wilhelm Kubsz (1943–1945)
- ks. płk Stanisław Warchałowski (1945–1947)[3]
- ks. płk Wacław Pyszkowski (1947–1950)
- ks. płk Roman Szemraj (1950–1964)
- ks. płk dr Julian Humeński (1964–1986)[4]
- ks. płk Florian Klewiado (1986–1991)[1]